# Mallik Wilks
Mallik Rashaun Coley Wilks (Leeds, 15 dicembre 1998) è un calciatore inglese, attaccante del Rotherham Utd in prestito dallo Sheffield Weds.

## Carriera
Cresciuto nel settore giovanile del Leeds Utd, debutta in prima squadra il 29 gennaio 2017 in occasione dell'incontro di FA Cup perso 1-0 contro il Sutton Utd.
Negli anni seguenti viene ceduto in prestito ad Accrington Stanley, Grimsby Town e Doncaster giocando per due stagioni in Football League One ed in Football League Two.
Il 5 luglio 2019 si trasferisce al Barnsley facendo quindi ritorno in Championship. Il 17 gennaio 2020 viene prestato all'Hull City fino al termine della stagione; il 2 luglio seguente il club ambra-nero lo acquista a titolo definitivo.
Il 22 agosto 2022 passa allo Sheffield Weds a titolo definitivo.

## Statistiche
Statistiche aggiornate al 4 dicembre 2021.

### Presenze e reti nei club
| Stagione        | Squadra            | Campionato      | Campionato | Campionato | Coppe nazionali | Coppe nazionali | Coppe nazionali | Coppe continentali | Coppe continentali | Coppe continentali | Altre coppe | Altre coppe | Altre coppe | Totale | Totale | Totale |
| Stagione        | Squadra            | Comp            | Pres       | Reti       | Comp            | Pres            | Reti            | Comp               | Pres               | Reti               | Comp        | Pres        | Reti        | Pres   | Reti   |        |
| --------------- | ------------------ | --------------- | ---------- | ---------- | --------------- | --------------- | --------------- | ------------------ | ------------------ | ------------------ | ----------- | ----------- | ----------- | ------ | ------ | ------ |
| 2016-2017       | Leeds Utd          | FLC             | 0          | 0          | FACup+CdL       | 1+0             | 0               |                    | -                  | -                  |             | -           | -           | 1      | 0      |        |
| 2017-gen. 2018  | Accrington Stanley | FL2             | 19         | 3          | FACup+CdL       | 1+0             | 0               |                    | -                  | -                  | EFL Trophy  | 4           | 2           | 24     | 5      |        |
| gen.-giu. 2018  | Grimsby Town       | FL2             | 6          | 0          | FACup+CdL       | 0               | 0               |                    | -                  | -                  | EFL Trophy  | 0           | 0           | 6      | 0      |        |
| 2018-2019       | Doncaster          | FL1             | 48         | 14         | FACup+CdL       | 4+1             | 1+1             |                    | -                  | -                  | EFL Trophy  | 2           | 0           | 55     | 16     |        |
| 2019-gen. 2020  | Barnsley           | FLC             | 15         | 1          | FACup+CdL       | 0+1             | 0               |                    | -                  | -                  |             | -           | -           | 16     | 1      |        |
| gen.-giu. 2020  | Hull City          | FLC             | 18         | 5          | FACup+CdL       | 1+0             | 0               |                    | -                  | -                  |             | -           | -           | 19     | 5      |        |
| 2020-2021       | Hull City          | FL1             | 44         | 19         | FACup+CdL       | 1+3             | 0+2             |                    | -                  | -                  | EFL Trophy  | 2           | 1           | 50     | 22     |        |
| 2021-2022       | Hull City          | FLC             | 17         | 2          | FACup+CdL       | 0               | 0               |                    | -                  | -                  |             | -           | -           | 17     | 2      |        |
| Totale carriera | Totale carriera    | Totale carriera | 167        | 44         |                 | 13              | 4               |                    | -                  | -                  |             | 8           | 3           | 188    | 51     |        |

## Palmarès

### Club

#### Competizioni nazionali
- Football League One: 1

Hull City: 2020-2021